# 왕융 (서진)

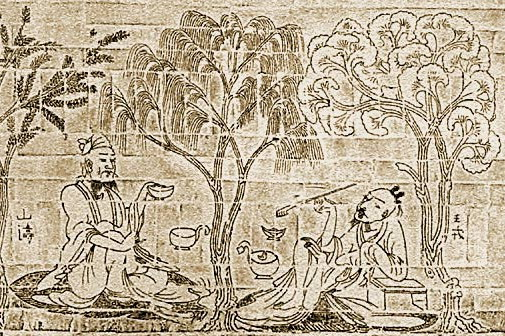
왕융 (사진의 오른쪽)

왕융(王戎, 234년 ~ 305년)는 중국 삼국 시대 위나라와 서진의 정치가 · 장군으로, 자는 준충(濬沖)이다. 서주(徐州) 낭야군(琅邪郡) 임기현(臨沂縣) 사람이며, 유주자사(幽州刺史)를 지낸 왕웅(王雄)의 손자이자 양주자사(涼州刺史)를 지낸 왕혼의 아들이다.

## 생애
죽림칠현(竹林七賢) 중 한 사람으로, 어릴 때부터 영특하여 이름이 널리 알려져 명제(明帝) 조예(曹叡)와 같은 죽림칠현 중 한 사람인 완적(阮籍)의 인정을 받았다. 양주자사(涼州刺史)를 지낸 아버지 왕혼이 죽자, 관직을 이어받게 되었다. 사마소(司馬昭)의 초빙을 받았고, 이후 위나라와 서진에서 관리를 지냈으며, 이부황문(吏部黄門), 산기상시(散騎常侍), 하동태수(河東太守), 형주자사(荊州刺史)가 되며 승진을 거듭하였다. 하지만 역인(役人)을 사적인 용무로 사용하여 면직될 위기에 처했으나, 벌금을 내는 것으로 끝났다.
이후 예주자사(豫州刺使)가 되었으며, 건위장군(建威將軍)을 겸직하였다. 함녕(咸寧) 5년 (279년), 서진이 오나라를 정벌하자 무창(武昌)을 공격하여, 왕준(王濬)과 함께 오나라를 멸망시키는데 큰 공을 세웠으며, 양양현후(安豊亭侯)로 책봉되었다. 이후 오의 사람들에게 은총을 베풀어 시중(侍中)이 되었으나, 뇌물을 받았다는 혐의를 받았지만, 사마염(司馬炎)은 그를 감쌌다.
그 뒤 작위가 광록대부(光祿大夫) · 이부상서(吏部尙書)에 이르렀으나, 어머니의 상을 치르기 위해 관직을 그만두었다. 무제(武帝) 사마염의 사망 후, 그의 아들인 혜제(惠帝) 사마충(司馬衷)이 즉위하였지만, 정치는 양준(楊駿)과 무제의 황후 양씨 일족이 독식하게 되었고, 왕융을 태자대부(太子太傅)로 임명하였다. 하지만 초왕(楚王) 사마위(司馬瑋)와 동안공(東安公) 사마요(司馬繇)가 양준과 그 일당들을 죽였으며, 사마요가 제멋대로 행동하자 이를 충고하였다. 얼마 뒤 사마요는 죄를 지어 실각하였고, 왕융은 광록대부(光祿大夫) · 중서령(中書令)이 되었다. 왕융은 관리 임용제도인 '갑오제'(甲午制)를 주창하여 실시하였으나, 폐단이 발생하게 되었다. 하지만, 가씨(賈氏) · 곽씨(郭氏)와의 인척관계를 형성하여 자신의 작위를 유지할 수 있었다.
297년 관직이 삼공(三公) 중 하나인 사도(司徒)에 이르렀으나, 300년 조왕(趙王) 사마륜(司馬倫)이 궐기하여 혜제의 황후였던 가씨(賈氏)와 그의 일파를 죽였는데, 왕융의 사위 배위(裴頠)가 이에 연루되어 죽임을 당했다. 왕융 또한 이에 연좌되었지만, 죽지 않고 면직당하는 것으로 그치게 되었다.
305년 왕융은 세상을 떠났으며, 아들 왕만(王万)은 젊어서 요절하였고, 다른 아들 왕흥(王興)은 서자였기 때문에, 그의 친척이 대를 잇게 되었다.

## 같이 보기
- 삼국지 인물 목록

## 참고문헌
- Fang, Xuanling (ed.) (648). Book of Jin (Jin Shu).